# Guus Scheffer
August Scheffer, detto Guus (Haarlem, 24 novembre 1898 – Haarlem, 1º novembre 1952), è stato un sollevatore olandese.

## Palmarès

### Olimpiadi
- Bronzo a Amsterdam 1928 nei pesi medi.